# Sida ovata
Sida ovata là một loài thực vật có hoa trong họ Cẩm quỳ. Loài này được Forssk. miêu tả khoa học đầu tiên năm 1775.